# Syngamia anaemicalis
Syngamia anaemicalis là một loài bướm đêm trong họ Crambidae.